# 이산 신호

이산 신호

디지털 신호

이산 신호(離散信號)는 연속신호를 샘플링한 신호이다. 연속 신호는 연속함수인 반면, 이산 신호는 수열이다. 이때 수열의 각 값을 샘플이라고 한다.
디지털 신호는 양자화된 신호이므로, 이산 신호는 디지털 신호와 구분되어야 한다. 다시 말하면, 이산 신호는 무한한 정밀도를 가지는 반면 디지털 신호는 8비트·16비트처럼 유한한 정밀도를 가진다.